# Anastasiya Zimiankova
Anastasiya Aliaxeyeuna Zimiankova (en bielorruso: Анастасия Аляксееўна Зимянкова; Barysau, 21 de junio de 1999) es un deportista bielorrusa que compite en lucha libre. Ganó dos medallas en el Campeonato Europeo de Lucha, en los años 2018 y 2025.

## Palmarés internacional
| Campeonato Europeo | Campeonato Europeo      | Campeonato Europeo | Campeonato Europeo |
| Año                | Lugar                   | Medalla            | Categoría          |
| ------------------ | ----------------------- | ------------------ | ------------------ |
| 2018               | Kaspisk (Rusia)         | Medalla de plata   | 72 kg              |
| 2025               | Bratislava (Eslovaquia) | Medalla de bronce  | 76 kg              |